# Corynosoma tunitae
Corynosoma tunitae är en hakmaskart som beskrevs av Weiss 1914. Corynosoma tunitae ingår i släktet Corynosoma och familjen Polymorphidae. Inga underarter finns listade i Catalogue of Life.